# خان رستم باشا (ايريجلى)
خان رستم باشا هو خان تاريخي يعود إلى عصر 1552، ويقع في ايريجلى.